# Darjeeling (te)

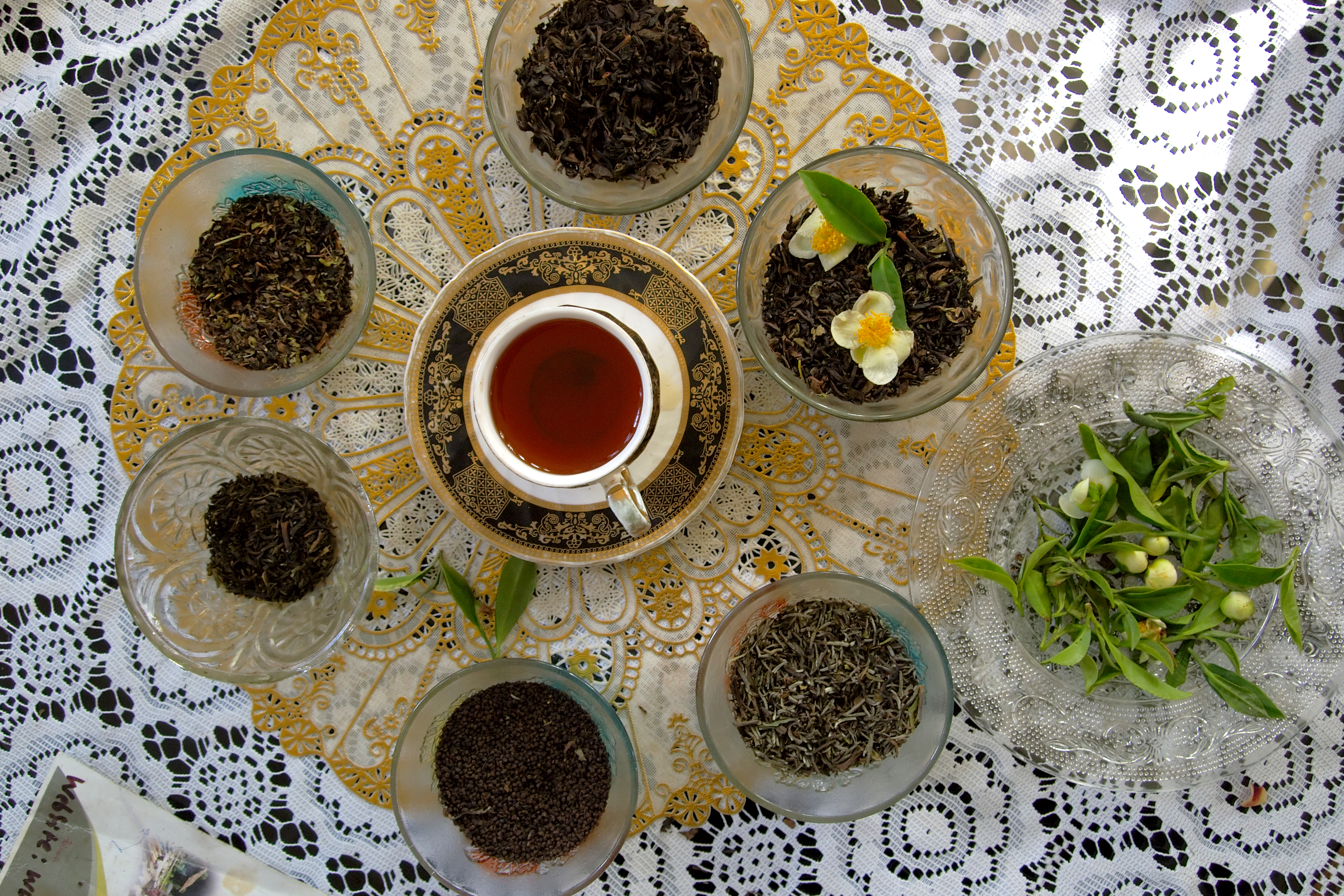
En kopp Darjeeling

Darjeeling är ett ljust svart te från Darjeeling, Indien. Darjeeling anses vara ett av världens bästa svarta teer. Darjeeling ligger i Himalaya högt ovan havet. Det är den höga bergsluften, de kinesiska tebuskarna och näring som ger potential till ett ypperligt svart te. I aromen känns mustiga muskatdruvor och blommor.
Ju högre upp teet växer desto tunnare växer busken men desto mer koncentrerade blir smakämnena. Tre skördar darjeeling är möjliga per år. Den första skörden äger rum i mitten av mars och ger svart te med ljus färg och lätt arom. Den andra skörden sker i juni och ger ett kraftigare svart te.

## Historia
Plantering av tebuskar i distriktet Darjeeling startade 1841, då Archibald Campbell, en doktor vid Indian Medical Service blev förflyttad från Kathmandu i Nepal 1839. 1841 tog han frön från den kinesiska tebusken (Camellia sinensis) från det Kumaonska kungariket och började experimentera med teodling i Darjeeling. Den brittiska regeringen satte upp plantskolor under slutet på 1840-talet, och kommersiell odling började i början på 1850-talet. 1856 öppnades teträdgården Alubari av Kurseong and Darjeeling Tea company, vilket andra tillverkare senare också kom att göra.
De flesta tebuskar i distriktet är idag den kinesiska varieteten (Camellia sinensis var. sinensis) och hybrider av denna. Assam-varieten (Camellia sinensis var. assamica) är här mindre förekommande. Den kinesiska varieteten av tebusken (C. sinensis var. sinensis) var inte lika framgångsrik i övriga Indien som den lokala C. sinensis var. assamica, varför var. assamica blev dominerande i Indien i övrigt. Distriktet Darjeeling med sin höga höjd är ett undantag, eftersom klimatet här mer liknar det kinesiska, varför var. sinensis kom att visa sig lämpligare i detta område.